# Wapen van Heel en Panheel

Het wapen van Heel en Panheel werd op 21 april 1819 per besluit van de Hoge Raad van Adel aan de toenmalige Nederlands Limburgse gemeente Heel toegekend. De gemeente Heel ging op 1 januari 1821 op in de gemeente Heel en Panheel. De nieuwe gemeente heeft na het ontstaan het wapen van Heel overgenomen. Op 1 januari 1991 is de nieuwe gemeente Heel ontstaan die een nieuw wapen voerde. Het wapen van Heel toonde een borstbeeld van de schildhouder van het wapen van Heel en Panheel.

## Blazoenering
De blazoenering van het wapen luidt als volgt:
Van blaauw, beladen met het borstbeeld van Helena, tot schildhouder de Heilige Lambertus, alles van goud.
Het wapen is in de kleuren blauw (ook wel azuur) met een gouden voorstelling, dit zijn de rijkskleuren. Ook de schildhouder is geheel van goud.

## Symboliek
De op het schild afgebeelde Sint Helena is een sprekend element voor Heel. De heerlijkheid Heel was eigendom van de Patrimonium van St.Lambertus in Luik. Sint Lambertus is de parochieheilige van dit patrimonium.